# Свет женских глаз
Свет женских глаз (исп. Mirada de mujer) — мексиканская 240-серийная мелодрама 1997 года производства телекомпании TV Azteca. Является одним из самых лучших телесериалов указанной телекомпании.

## Сюжет
Мария Инес Домингес — домохозяйка 50-ти лет, живущая с мужем Игнасио и занимающиеся воспитанием троих своих детей — Адрианы, Андреса и Моники. Ей надоела работа по дому, и она мечтает устроиться на престижную работу. После 27 лет совместной семейной жизни, в жизнь Игнасио вторглась Даниэла и тот влюбился в неё и ушёл от своей супруги. После развода с Игнасио, Мария Инес Домингес вновь нашла свою любовь — Алехандро Салас моложе неё на 16 лет и у него есть сын от первого брака.

## Создатели телесериала

### В ролях
1. Анхелика Арагон (Angélica Aragón)
... María Inés Domínguez de San Millán
2. Ари Тельч (Ari Telch)
... Alejandro Salas
3. Фернандо Лухан (Fernando Luján)
... Lic. Ignacio San Millán
4. Маргарита Гралия (Margarita Gralia)
... Paulina
5. Эванхелина Элисондо (Evangelina Elizondo)
... Doña Emilia Elena viuda de Domínguez «Mamá Elena»
6. Вероника Лангер (Verónica Langer)
... Rosario
7. Мария Рене Пруденсио (María Renée Prudencio)
... Adriana San Millán
8. Барбара Мори (Bárbara Mori)
... Mónica San Millán
9. Плутарко Аса (Plutarco Haza)
... Andrés San Millán
10. Рене Гатика (René Gatica)
... Francisco
11. Муриэль Фуйян (Muriel Fouilland)
... Ivana
12. Альваро Карканьо мл. (Álvaro Carcaño Jr.)
... Nicolás
13. Ольмо Араиса (Olmo Araiza)
... Alex Salas
14. Карлос Торрес Торриха (Carlos Torrestorija)
... Marcos
15. Палома Вулрич (Paloma Woolrich)
... Consuelo
16. Кармен Мадрид (Carmen Madrid)
... Marcela
17. Марта Мариана Кастро (Martha Mariana Castro)
... Daniela
18. Виктор Гонсалес (Víctor González)
... Fernando
19. Мариана Пеньяльва (Mariana Peñalva)
... Andrea
20. Альма Роса Аньорве (Alma Rosa Añorve)
... Gloria
21. Энрике Сингер (Enrique Singer)
... Enrique
22. Дора Монтеро (Dora Montero)
... Elvia
23. Ана Грэхэм (Ana Graham)
... Marina
24. Мигель Кутюрье (Miguel Couturier)
... Augusto
25. Гуадалупе Ноэль (Guadalupe Noel)
... Doña Felisa, (1997-1998)
26.Quimbé
... озвучка

### Административная группа

#### Либретто
- оригинальный текст — Бернардо Ромеро Перейро и Моника Агудело.
- адаптация, сценарий и телевизионная версия — Химена Ромеро, Луис Фелипе Ибарра, Франсель Диас Леньеро.

#### Режиссура
- режиссёры-постановщики — Рауль Кинтана Матьелла, Хорхе Риос Вильянуэва и Антонио Серрано.

#### Монтажная и операторская работа
- монтажёр — Марко Гонсалес.
- оператор-постановщик — Хорхе Медина.

#### Музыка
- композитор — Хорхе Медина.
- вокал — Аранса.
- главная тема музыкальной заставки — Dime.

#### Художественная часть
- художники-постановщики — Антонио Новаро, Карлос Трехо и Мару Гонсалес.
- художники по костюмам — Гектор де Анда и Мара Гонсалес.

#### Продюсеры
- исполнительные продюсеры — Майка Бернард, Эпигменио Ибарра, Карлос Пайян, Эрнан Вера, Педро Лира, Марсела Мехиа и Мирна Ойеда.
- ассоциированный продюсер — Мария Ауксилиадора Барриос.

## Награды и премии
Телесериал Свет женских глаз был удостоен премии TVyNovelas за отличный сюжет (обычно указанную премию присуждают телесериалам телекомпании Televisa, но в некоторых моментах делают исключение) — из 4 номинаций, две стали выигрышными:
- Лучшей актрисой признана Анхелика Арагон.
- Барбара Мори получила награду в номинации лучшее женское откровение.

Также был удостоен 4-х премий ACE и El Heraldo, а также отмечен на фестивале телесериалов в Тель-Авиве (Израиль), где победила Маргарита Гралия.

## Показ вРФ
Телесериал был показан в 1999 году на телеканале ТВ Центр и позже повторён на телеканале РЕН ТВ.

## Новеллы-продолжения
В связи с блестящим успехом телесериала, создатели решили снять продолжение телесериала — «Свет женских глаз 2». Продолжение 245-серийной мелодрамы вышло в 2003 году.